# Marija Cecilija Baij
Marija Cecilija Baij (Montefiascone, 1694. – 6. siječnja 1766.), talijanska kršćanska mističarka, redovnica benediktinka

## Životopis
Rodila se u Montefiasconeu 1694. godine u obitelj stolara Karla i majke Klemenze Antonini. Rodili su petero djece. Obitelj je živjela u Viterbu, Cecilija je odrastala kao najmlađe dijete u obitelji. Kada njen vlastiti brat, svećenik Petar, bude imenovan kapelanom katedrale u Montefiasconeu, dio obitelji, majka i mala Cecilija, s njim se sele u Montefiasconeu. Cecilija je odgajana u institutu učiteljica Pie Venerini koji je bio pod velikim utjecajem otaca isusovaca. Prva svjedočanstva o petogodišnjoj Ceciji govore o tome kako je bila živahna djevojčica koju je nezaustavno privlačila molitva, skrivala se u neki kut gdje je mislila da je nitko ne vidi i molila Gospodina da bude potpuno Njegova.
Sa 17 godina ulazi u samostan sestara cistercistkinja u Viterbu gdje ostaje malo više od jedne godine te se vraća u obitelj. Prvi pokušaj ostvarenja redovničkog poziva nije uspio jer je Cecilija bila prosudila da zbog službe sviranja cimbala, koja joj je bila povjerena, ne bi imala dovoljno vremena za osobnu molitvu. Dvije godine kasnije, u travnju 1713., Cecilija ulazi u samostan sv. Petra sestara benediktinki od Presvetog Sakramenta u Montefiasconeu gdje će i ostati do kraja svog života.
Na dan prvih zavjeta 26. kolovoza 1714., događa se jedan od najznačajnijih trenutaka na duhovnom putu Cecilije. Već po samim redovničkim zavjetima, koji se slave po ustaljenom obredu, Marija Cecilja postaje Isusova zaručnica, ali za Ceciliju to postaje i dan njenog mističnog zaručništva s Kristom. Naime, obnavljajući u osobnoj molitvi tijekom dnevne mise svoje zaručništvo s Kristom, Cecilija ima mistično viđenje gdje se nalazi pred Isusom i Marijom okružena anđelima i svecima koji je poučavaju kako živjeti sjedinjenje i zaručništvo s Kristom. Na poseban način Cecilija o tome pita sv. Katarinu Sijensku i sv. Gertrudu, ali i druge časne sestre i djevice koje su ih pratile da je nauče kako ljubiti svoga Zaručnika. Za vrijeme viđenja Cecilija obnavlja dane zavjete a Isus ju je okrunio i poljubio „čistim poljupcem" te zaručnički zagrlio. Slijedio je redoviti redovnički život a kao plod viđenja Cecilija je doživjela duboki nutarnji osjećaj vlastite nedostojnosti da bude Kristova zaručnica.
Kao i svi veliki mistici i mističarke proživljavala je sve vrste vanjskih i nutarnjih kušnji, suhoća, muka, tama, sve od profinjenih progona vlastitih susestara do nerazumijevanja duhovnika i ispovjednika.
Sveto je umrla u Gospodinu 6. siječnja 1766. godine. Mons. Petar Bergamaschi je istraživao djelo Marije Cecilije Baij.

## Vanjske poveznice
- (eng.) Mother Maria Cecilia Baij, Author at Mother of All Peoples  Arhivirana inačica izvorne stranice od 3. ožujka 2018. (Wayback Machine)